# Mohamed Ibrahim Warsame
Mohamed Ibrahim Warsame (Somalisch: Maxamed Ibraahim Warsame), ook bekend onder de artiestennaam Hadrawi, (Burao, Brits-Somaliland, 1943 – Hargeisa, 18 augustus 2022) was een vooraanstaand Somalisch dichter en songwriter. Door velen wordt hij gezien als de grootste hedendaagse dichter van zijn land. Hij wordt wel de Somalische Shakespeare genoemd.

## Jeugd
Warsame werd in 1943 geboren in Burao, een van de grotere steden in Somaliland, in een familie zonder eigen geld. Het complete gezin telde een meisje en acht jongens. In 1953, toen hij negen jaar was, ging hij bij een oom in de Jemenitische havenstad Aden wonen. Daar kreeg hij les op een madrassa en verwierf hij de bijnaam Hadrawi (Abu Hadra, "Vader Hadra"). In Aden ontvouwde Hadrawi zijn artisitieke talenten. Hij zong elke donderdagavond bij feestelijke bijeenkomsten op zijn madrassa. Ook trok hij de aandacht met het vertellen van verhalen over hyena's, jakhalzen en leeuwen, die in zijn latere werk zouden terugkeren. In 1963 kreeg hij een eerste baan als leraar op een lagere school.
Toen Somalië in 1959 onafhankelijk werd van Italië, verhuisde hij van Aden naar Mogadishu. Hij ging werken voor Radio Mogadiscio in de hoofdstad en behaalde een diploma in literatuur en onderwijs aan de Lafoole-universiteit, waar hij later zelf ook les gaf. Ook was hij werkzaam voor het Ministerie van Informatie.
In 1973 publiceerde hij het gedicht Siinley en het toneelstuk Tawaawac ("Klaaglied"), die kritisch waren over het militaire regime van generaal Mohammed Siyad Barre in het land. Hij werd gearresteerd en zat vijf jaar, deels in eenzame opsluiting, gevangen in de Qansax Dheere gevangenis, maar zijn populariteit bleef groeien. Niemand onderschat het belang van de poëzie in het land. "Zonder poëzie zouden we niet bestaan als samenleving. Het kan in een minuut duizenden optillen, en in een minuut duizenden neerdrukken," volgens de dichter.

## Reizen
Na zijn vrijlating in april 1978 werd Hadrawi hoofd van de artistieke afdeling van de Somalische Academie van Wetenschappen, Kunst en Literatuur. Ondertussen vatte hij sympathie voor de Somali National Movement (SNM), een rebellengroep met zijn basis in het noorden van het land. In 1981 vluchtte hij naar Ethiopië. In 1991, toen de Somalische Burgeroorlog in alle hevigheid losbarstte, verhuisde hij naar Groot-Brittannië. In deze tijd reisde hij veelvuldig door Europa en Noord-Amerika om deel te nemen aan folkloristische en poëtische festivals. In 1999 keerde hij terug naar zijn geboorteland om zich te vestigen in Hargeisa, de hoofdstad van de niet-erkende maar grotendeels onafhankelijk opererende republiek Somaliland. Tot aan zijn dood woonde hij in Burao.

## Werk
Een groot aantal van zijn gedichten is op muziek gezet door populaire Somalische zangers, zoals Baladweyn dat in 1974 werd gezongen door Hasan Adan Samatar en Saxarlaay ha Fududaan door Mohamed Mooge Liibaan.
Een van zijn bekendste gedichten is Jacayl Dhiig ma lagu qoray?, door de Engelse vertaler (en specialist op het gebied van de Hoorn van Afrika) Martin Orwin verwoord als Has Love been blood-written. Het is geïnspireerd door een brief die een bewonderaar van de Somalische zangeres Magool aan haar schreef. Nadat zij de brief aan Hadrawi had laten zien en hij ontdekte wat de rode inkt was, schreef hij Is Liefde in bloed geschreven. De laatste strofe eindigt met een open vraag:
| did he strive for the highest level of fulfilment of love that closest to honour or is something still missing | streefde hij naar het hoogste niveau van vervulling van liefde dat dichtste aan eer of ontbreekt er nog iets |

Hadrawi heeft meer dan 200 gedichten gepubliceerd, waarvan sommige een aanzienlijke lengte hebben met meer dan 6000 woorden, zoals Sirta Nolosha ("Levensgeheimen"). Zijn werk blijft de Somaliërs inspireren.
Hadrawi werd in 2012 onderscheiden met de Prins Claus Prijs.
Hij overleed in 2022 op 79-jarige leeftijd.